# Moncalieri
Moncalieri är en stad och kommun i storstadsregionen Turin, innan 2015 provinsen Turin, i regionen Piemonte, Italien. Kommunen hade 57 234 invånare (2017).